# Edward Montagu (vicomte Hinchingbrooke)
Pour les articles homonymes, voir Edward Montagu.
Edward Richard Montagu, vicomte Hinchingbrooke (7 juillet 1692 - 3 octobre 1722) est un officier et homme politique de l'armée britannique qui siège à la Chambre des communes de 1713 à 1722.

## Biographie
Il est le fils aîné d'Edward Montagu (3e comte de Sandwich) et de son épouse Elizabeth, fille du comte de Rochester. Sa mère garde son père, qui est considéré comme fou, très confiné, laissant Hinchingbrooke pour mener les affaires publiques de sa famille.
Le 12 avril 1707, à l'âge de 14 ans, il épouse Elizabeth Popham (décédée le 20 mars 1761), la fille d'Alexander Popham de Littlecote House, Wiltshire (un petit-fils d'Alexander Popham). Après une tournée du continent en 1708, il reçoit le commandement d'une troupe du régiment de cavalerie de Richard Temple pour la campagne de 1709 en Flandre. Pendant ce temps, il est l'un des infâmes Mohocks (en) et est arrêté pour avoir agressé un gardien en 1712.
En 1713, il est élu député de Huntingdon, et siège jusqu'en 1722.
Il devient colonel du 37e Régiment d'infanterie en 1717. En mars 1722, il est nommé Lord Lieutenant du Huntingdonshire et en avril est réélu comme député du Huntingdonshire. Cependant, il meurt en octobre 1722, avant son père. Il laisse cinq enfants:
- Mary Montagu
- Elizabeth Montagu, mariée en premier en septembre 1737 à Kelland Courtenay, mariée en secondes noces à William Gentleman Smith (en)
- Edward Montagu
- John Montagu (4e comte de Sandwich) (1718–1792)
- William Montagu (vers 1720–1757)

Sa veuve épouse ensuite Francis Seymour (1697-1761).